# Транспорт Ісландії
Транспорт Ісландії представлений автомобільним , повітряним , водним (морським) , у населених пунктах  та у міжміському сполученні діє громадський транспорт пасажирських перевезень. Площа країни дорівнює 103 000 км² (108-ме місце у світі). Форма території країни — складна; максимальна дистанція з півночі на південь — 305 км, зі сходу на захід — 480 км. Географічне положення Ісландії дозволяє країні контролювати морські та повітряні транспортні шляхи в Північній Атлантиці між Європою та Північною Америкою; морський прохід з Атлантичного до Північного Льодовитого океану.

## Автомобільний
Загальна довжина автошляхів у Ісландії, станом на 2012 рік, дорівнює 12 890 км, з яких 4 782 км із твердими покриттям і 8 108 км без нього (126-те місце у світі).

## Повітряний
У країні, станом на 2013 рік, діє 96 аеропортів (60-те місце у світі), з них 7 із твердим покриттям злітно-посадкових смуг і 89 із ґрунтовим. Аеропорти країни за довжиною злітно-посадкових смуг розподіляються наступним чином (у дужках окремо кількість без твердого покриття):
- довші за 10 тис. футів (>3047 м) — 1 (1);
- від 10 тис. до 8 тис. футів (3047-2438 м) — 0 (3);
- від 8 тис. до 5 тис. футів (2437—1524 м) — 3 (6);
- від 5 тис. до 3 тис. футів (1523—914 м) — 3 (38);
- коротші за 3 тис. футів (<914 м) — 0 (45)[1].

У країні, станом на 2015 рік, зареєстровано 5 авіапідприємств, які оперують 43 повітряними суднами. За 2015 рік загальний пасажирообіг на внутрішніх і міжнародних рейсах становив 3,4 млн осіб. За 2015 рік повітряним транспортом було перевезено 102,35 млн тонно-кілометрів вантажів (без врахування багажу пасажирів).
Ісландія є членом Міжнародної організації цивільної авіації (ICAO). Згідно зі статтею 20 Чиказької конвенції про міжнародну цивільну авіацію 1944 року, Міжнародна організація цивільної авіації для повітряних суден країни, станом на 2016 рік, закріпила реєстраційний префікс — TF, заснований на радіопозивних, виділених Міжнародним союзом електрозв'язку (ITU). Аеропорти Ісландії мають літерний код ІКАО, що починається з — BI.

## Водний

### Морський
Головні морські порти країни: Грундартангі, Гапнарф'єрдюр, Рейк'явік.
Морський торговий флот країни, станом на 2010 рік, складався з 2 морських суден з тоннажем більшим за 1 тис. реєстрових тонн (GRT) кожне (141-ше місце у світі), з яких: вантажно-пасажирських суден — 2.
Станом на 2010 рік, кількість морських торгових суден, що зареєстровані під прапорами інших країн — 19 (Антигуа і Барбуди — 10, Белізу — 1, Фарерських Островів — 4, Фінляндії — 1, Гібралтару — 1, Норвегії — 2).

## Державне управління
Держава здійснює управління транспортною інфраструктурою країни через міністерство транспорту і місцевого самоврядування. Станом на 13 січня 2017 року міністерство в уряді Бьярні Бенедіктссона очолював Йон Гуннарссон.

### Українською
- Атлас. 10-11 клас. Економічна і соціальна географія світу / упорядники :  О. Я. Скуратович, Н. І. Чанцева. — К. : ДНВП «Картографія», 2010. — ISBN 978-966-475-639-3.
- Атлас світу / голов. ред. І. С. Руденко ; зав. ред. В. В. Радченко ; відп. ред. О. В. Вакуленко. — К. : ДНВП «Картографія», 2005. — 336 с. — ISBN 9666315467.
- Безуглий В. В. Економічна і соціальна географія зарубіжних країн : Навчальний посібник. — К. : ВЦ «Академія», 2007. — 704 с. — ISBN 978-966-580-239-6.
- Безуглий В. В., Козинець С. В. Регіональна економічна і соціальна географія світу : Навчальний посібник. — видання 2-ге, доп., перероб. — К. : ВЦ «Академія», 2007. — 688 с. — ISBN 966-580-144-9.
- Дахно І. І. Країни світу: Енциклопедичний довідник / І. І. Дахно, С. М. Тимофієв. — К. : Мапа, 2011. — 606 с. — (Бібліотека нового українця) — ISBN 978-966-8804-23-6.
- Дахно І. І. Економічна географія зарубіжних країн : навчальний посібник. — К. : Центр учбової літератури, 2014. — 319 с. — ISBN 978-611-01-0682-5.
- Дорошенко В. І. Географія транспорту : Навчальний посібник / В. І. Дорошенко, К. Д. Діденко. — К. : Київський нац. ун-т ім. Т. Шевченка, 2010. — 183 с. — ISBN 978-966-439-329-1.
- Дубович І. А. Країнознавчий словник-довідник. — 5-те вид., перероб. і доп. — К. : Знання, 2008. — 839 с. — ISBN 978-966-346-330-8.
- Економічна і соціальна географія країн світу : Навчальний посібник / За ред. С. П. Кузика. — Л. : Світ, 2002. — 672 с. — ISBN 966-603-178-7.
- Зарубіжна транспортна географія : навчальний посібник / уклад. : Петрашевський О. Л. и др. — К. : Національний транспортний університет, 2015. — 95 с. — ISBN 978-966-632-227-5.
- Юрківський В. М. Регіональна економічна і соціальна географія. Зарубіжні країни : Підручник. — К. : Либідь, 2001. — 416 с. — ISBN 966-06-0092-5.

### Англійською
- (англ.) Modern Transport Geography / Hoyle, B. and R. Knowles (eds). — Second Edition,. — London : Wiley, 1998.
- (англ.) Rodrigue, J-P. The Geography of Transport Systems. — Fourth Edition. — N. Y. : Routledge, 2017. — 440 с. — ISBN 978-1138669574.
- (англ.) Taaffe E. J., Gauthier H. L. and O'Kelly M. E. Geography of transportation. — Second Edition. — N. Y. : Prentice Hall, 1996. — ISBN 0-13-368572-1.
- (англ.) Black, W. Transportation: A Geographical Analysis. — N. Y. : Guilford, 2003.

### Російською
- (рос.) Максаковский В. П. Географическая картина мира. Книга I: Общая характеристика мира. — М. : Дрофа, 2008. — 495 с. — ISBN 978-5-358-05275-8.
- (рос.) Максаковский В. П. Географическая картина мира. Книга II: Региональная характеристика мира. — М. : Дрофа, 2009. — 480 с. — ISBN 978-5-358-06280-1.
- (рос.) Физико-географический атлас мира. — М. : Академия наук СССР и главное управление геодезии и картографии ГГК СССР, 1964. — 298 с.
- (рос.) Шаповал Н. С. Транспортная география и транспортные системы мира : учебное пособие. — К. : Центр учбової літератури, 2006. — 188 с. — ISBN 000-0000-00-4.
- (рос.) Экономическая, социальная и политическая география мира. Регионы и страны / под ред. С. Б. Лаврова, Н. В. Каледина. — М. : Гардарики, 2002. — 928 с. — ISBN 5-8297-0039-5.
- (рос.) Энциклопедия стран мира / глав. ред. Н. А. Симония. — М. : НПО «Экономика» РАН, отделение общественных наук, 2004. — 1319 с. — ISBN 5-282-02318-0.